# Spåmansnäva
Spåmansnäva (Erodium gruinum) är en näveväxtart som först beskrevs av Carl von Linné, och fick sitt nu gällande namn av L'hér.. Enligt Catalogue of Life ingår Spåmansnäva i släktet skatnävor och familjen näveväxter, men enligt Dyntaxa är tillhörigheten istället släktet skatnävor och familjen näveväxter. Arten förekommer tillfälligt i Sverige, men reproducerar sig inte. Inga underarter finns listade i Catalogue of Life.